# Arthur Annesley, I conte di Anglesey
Arthur Annesley, I conte di Anglesey (Dublino, 1614 – Blechingdon, 1686), è stato un politico irlandese.

## Biografia
Nel 1647 fu eletto alla camera dei Comuni e tenne una posizione dapprima intermedia, poi nettamente monarchica. 
Nominato conte nel 1661, nel 1667 fu tesoriere della Marina e nel 1675 lord del Sigillo privato. La conseguenza della sua libertà di giudizio fu l'abbandono della carica dopo cinque anni ed il ritiro a vita privata.
Nel 1683, Anglesey comparve all'Old Bailey come testimone in difesa di Lord Russell; nel giugno 1685 protestò contro la revisione della confisca dei beni e del titolo di Lord Stafford.